# 第15機動国境支隊
第15機動国境支隊「スティールボーダー」(ウクライナ語: 15-й мобільний прикордонний загін «Сталевий кордон»)は、ウクライナ国家国境庁の部隊で、軍部隊番号は1551。
ロシアによるのウクライナ侵攻による経験を考慮して、編成されている。この部隊には、ロシアとの国境にあるリマン方面とバフムト方面のアゾフスタルの防衛に参加した隊員が所属している。この部隊は対戦車および砲兵装備を備えており、航空偵察部隊とMANPADS計算を備えている。

## 歴史
オフェンシブ・ガードの1つとして2023年2月、創設された。部隊の構造、管理、研修システムは、ウクライナが直面しているロシアによるウクライナ侵攻を考慮して構築されている。部隊には対戦車部隊、砲兵部隊、航空偵察部隊、MANPADS部隊が装備され、国家の防衛を行い、ウクライナの国境を強化することを任務とする。
2024年2月24日、部隊は戦闘旗を受け取った。
2024年3月21日、ヴォロディミル・ゼレンスキー大統領より「勇気と勇敢さに対する栄誉賞」を授与された。

## 司令官
ヴァレリー・パディテル大佐(ウクライナ英雄、部隊創設時より)